# Capital Group Companies
The Capital Group Companies (o Capital Group, CGC) es una de las tres gestoras de fondos de pensiones más grandes del mundo, junto a The Vanguard Group y Fidelity Investments.

## Historia
Fundada en 1931 por Jonathan Bell Lovelace durante la Gran Depresión económica, tiene su sede en Los Ángeles. Emplea a más de 7000 asociados repartidos en 23 oficinas por el mundo, desde Londres, Ginebra, Madrid, Sídney, Toronto, Tokio, Hong Kong, Bombay o Singapur.
Capital Group Companies cuenta con dos fondos filiales, CGII y Capital Research and Management Company (CRMC), con más de 30 millones de cuentas para inversores individuales.

## Actividad en el mundo
Presente en 23 países, sus posiciones en Bolsa son a largo plazo.

### España
- CaixaBank  5,49%

- Endesa  5,53%[5]

- Abertis  12,00%

### Francia
- Accor 14,00 %

- Bouygues 8,11 %

- Schneider 9,4%

- Veolia 7,08 %

- Grupo Thales 5,13%

- Michelin  10,00%

- Pernod Ricard  12,35%

- Suez Environnement  10,85%

- Rhodia  5,00%

- Air France  10,12%

- Société Générale  5,23%

- Renault  5,01%

- Alcatel-Lucent  11,87%

### Alemania
- Bayer AG  10,018%[6]

- Böwe Systec  5,10%

- Commerzbank AG  5,06%

- Deutsche Bank  3,08%

- Continental AG  5,10%[7]

- Fraport  5,07%

- GEA Group  4,98%[8]

- Infineon Technologies  4,10 %[9]

- SAP  3,19 %

- Siemens  3,02%[10]

- Volkswagen  4,09%[11]

- Linde AG  10,00%[12]

### Países Bajos
- KPN Telecom  10,00%

- AkzoNobel  9,9%

### Suiza
- Geberit  5,05%[13]

### Austria
- Telekom Austria Group  10,01%[14]

### Irlanda
- Ryanair  16,00%

### Estados Unidos
- Amazon  6,2%

### China
- BYD  9,92%

### Rusia
- Rambler  3,29 %